# Mobile User Objective System

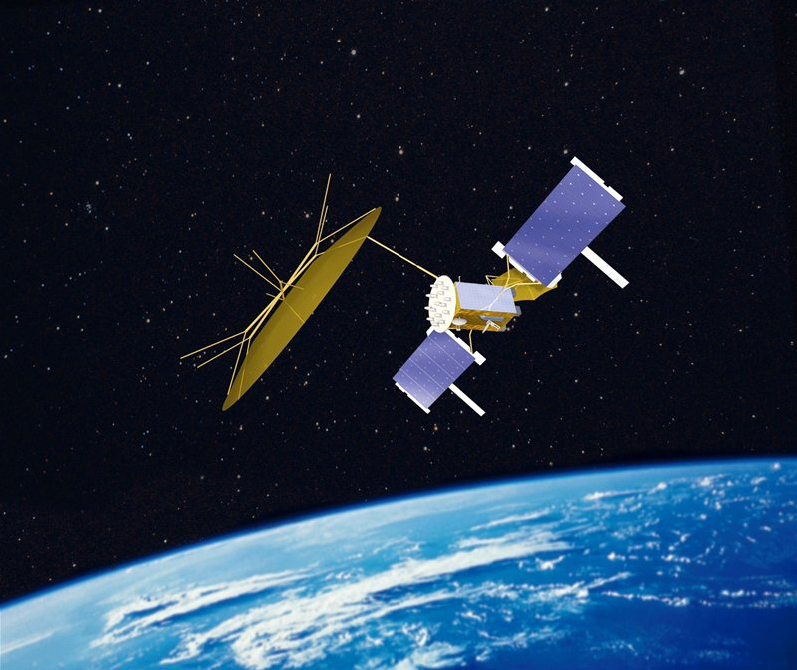
impressie van een MUOS-satelliet

Mobile User Objective System (MUOS) is een nieuw militair satellietcommunicatiesysteem van de US Navy, dat vanaf 2012 het bestaande UFO-systeem (Ultra High Frequency Follow-On) moet vervangen. Het systeem moet troepen toelaten om wereldwijd tactische communicatie via stem, data en/of video over een mobiele telefoonachtig netwerk te voeren. Het systeem werkt in het UHF-frequentiebereik van 300 MHz tot 3 GHz. Hiervoor maakt het systeem gebruik van een aantal geostationaire satellieten.
De eerste lancering van een MUOS-satelliet was oorspronkelijk voorzien voor het einde van 2009, maar het programma liep vertraging op. De eerste MUOS-satelliet, MUOS 1, is op 24 februari 2012 gelanceerd vanaf Cape Canaveral met een krachtige Atlas V-551 draagraket. MUOS-5 werd op 24 juni 2016 gelanceerd.
De MUOS-satelliet weegt leeg ongeveer 3800 kg en 6740 kg met volle brandstofvoorraad, en is gebaseerd op het Lockheed Martin A2100-satellietplatform voor geostationaire satellieten. Hij beschikt over twee parabolische reflectoren van 5 en 12 meter diameter, die in de omloopbaan worden uitgevouwd. De reflectoren zijn gebouwd door de Harris Corporation. Het contract met Lockheed Martin geldt voor twee satellieten; er bestaan opties voor nog drie toestellen. De voorziene levensduur is 15 jaar.